# PolishAPI
PolishAPI – standard definiujący interfejs na potrzeby usług świadczonych przez strony trzecie wykorzystujących dostęp do rachunków płatniczych, czyli usługi wprowadzane przez znowelizowaną dyrektywę w sprawie usług płatniczych w ramach rynku wewnętrznego (PSD2). Istotny element Otwartej bankowości na rynku polskim.
Uczestnikami inicjatywy standaryzacyjnej PolishAPI są Związek Banków Polskich wraz ze stowarzyszonymi bankami komercyjnymi i spółdzielczymi, Spółdzielcze Kasy Oszczędnościowo-Kredytowe, Polska Organizacja Niebankowych Instytucji Płatności wraz ze stowarzyszonymi firmami, Polska Izba Informatyki i Telekomunikacji, Polska Izba Ubezpieczeń, Krajowa Izba Rozliczeniowa, Biuro Informacji Kredytowej, Polski Standard Płatności.
Standard uwzględnia (w wersji 2.1, opublikowanej w dn. 18 września 2018 roku) następujące najważniejsze funkcje:
1. Dwie metody uwierzytelniania – redirection (opartą na przekierowaniu do infrastruktury banku) oraz decoupled (opartą na uwierzytelnieniu w zewnętrznym narzędziu autoryzacyjnym)[2].
2. Zarządzanie zgodami na świadczenie usług inicjacji płatności oraz dostępu do informacji o rachunku po stronie dostawców takich usług, czyli TPP (Third Party Providers)[3],
3. Komunikacja zabezpieczona certyfikatami eIDAS, wydawanymi przez kwalifikowanych dostawców usług zaufania wg normy standaryzacyjnej zdefiniowanej przez Europejski Instytut Norm Telekomunikacyjnych jako TS 119 495[4].
4. Jednoznaczne podpisywanie wszystkich żądań interfejsu poprzez użycie JWS Signature[5].
5. Zakres informacji udostępnianej stronom trzecim (TPP) zgodny z danymi dostępnymi w bankowości online[6].
6. Możliwość inicjowania płatności z datą bieżącą i przyszłą, płatności cyklicznych i paczek przelewów z możliwością ich odwoływania[7].
7. Natychmiastowy oraz asynchroniczny dostęp do statusu płatności[8].

Twórcy standardu zakładają stały rozwój dokumentacji w odpowiedzi na zmiany regulacyjne, technologiczne i biznesowe na rynku polskim oraz europejskim. Zmiany będą publikowane jako kolejne wersje specyfikacji standardu PolishAPI.
Specyfikacja standardu PolishAPI jest udostępniania na licencji Creative Commons Uznanie autorstwa 3.0 Polska.